# Melkwitte meldekokermot
De melkwitte meldekokermot (Coleophora salinella) is een vlinder uit de familie kokermotten (Coleophoridae). De wetenschappelijke naam is voor het eerst geldig gepubliceerd in 1859 door Stainton.
De soort komt voor in Europa.